# 胡安·卡洛斯·坎波
胡安·卡洛斯·坎波·莫雷诺（西班牙語：Juan Carlos Campo Moreno，1961年10月17日—），男，塞维利亚省人，西班牙法官，政治人物。曾任众议院议员、司法权总委员会成员（2001年－2008年）。现任第二次桑切斯内阁司法大臣。

## 生平
1961年生于塞维利亚省奥苏纳，后随家人搬至加的斯居住，曾获加的斯大学法学博士学位。1987年开始法官职业生涯。1991年进入加的斯省省级法院工作。2001年至2008年，为司法权总委员会成员。2009年至2011年，担任西班牙司法国务秘书。在2015年12月的大选中，成功在加的斯选区当选为众议院议员。2020年1月13日，正式宣誓就任第二次桑切斯内阁司法大臣。

## 荣誉
- 圣雷蒙多·德佩尼亚福特大十字勋章（2009年）[5]